# Малиново (Красненський район)
Малиново (рос. Малиново) — село у Красненському районі Бєлгородської області Російської Федерації.
Населення становить 46 осіб. Входить до складу муніципального утворення Красненське сільське поселення.

## Історія
Населений пункт розташований у східній частині української суцільної етнічної території — східній Слобожанщині.
Згідно із законом від 20 грудня 2004 року № 159 від 20 грудня 2004 року органом місцевого самоврядування було Красненське сільське поселення.

## Населення
| 2002 | 2010 |
| ---- | ---- |
| 78   | ↘46  |